# Kimberly Birrell
Pour les articles homonymes, voir Birrell.
Kimberly Birrell, née le 29 avril 1998 à Düsseldorf, est une joueuse de tennis australienne, professionnelle depuis 2014.

## Biographie
Kimberly Birrell joue son premier match professionnel en 2012, à l'âge de 14 ans.
Elle gagne en 2016 son premier match sur le circuit WTA en éliminant la 50e joueuse mondiale Danka Kovinić à Hobart, avant de s'incliner au premier tour de l'Open d'Australie face à la tête de série numéro 9 Karolína Plíšková.
En 2019, elle fait sensation au tournoi de Brisbane en éliminant la joueuse classée à la 10e place mondiale, Daria Kasatkina.
Elle se distingue lors de l'Open d'Australie 2019, où, détentrice d'une invitation, elle se hisse au troisième tour du simple dames, après avoir écarté la tête de série no 29 Donna Vekić. 
En 2021, elle se qualifie pour les huitièmes de finale du tournoi de Melbourne après avoir notamment éliminé la Française Alizé Cornet.
En 2024, elle dispute sa première finale sur le circuit WTA à Osaka au Japon, après avoir disputé les qualifications, en sortant la Chinoise Zheng Saisai (6-3, 6-2), profitant de l'abandon de la Belge Elise Mertens (3-6, 7-5, 4-1 ab.) et profitant ensuite d'un tableau très ouvert où elle sort l'invitée Japonaise Sara Saito (7-5, 6-4) ainsi qu'une deuxième locale, Aoi Ito (6-4, 6-3) qualifiée comme elle. Elle rencontre en finale une autre joueuse surprise, une qualifiée, la Néerlandais Suzan Lamens qui comme ses deux derniers adversaires ne fait pas partie du Top 100 et n'a jamais disputé de finale elle aussi. Elle n'inscrit que quatre jeux (0-6, 4-6).

## Palmarès

### Titre en simple dames
Aucun

### Finale en simple dames
| No | Date       | Nom et lieu du tournoi            | Catégorie | Dotation  | Surface    | Vainqueure   | Score    |          |
| -- | ---------- | --------------------------------- | --------- | --------- | ---------- | ------------ | -------- | -------- |
| 1  | 14-10-2024 | Kinoshita Group Japan Open, Osaka | WTA 250   | 267 082 $ | Dur (ext.) | Suzan Lamens | 6-0, 6-4 | Parcours |

### Titre en double dames
Aucun titre

### Finales en double dames
| No | Date       | Nom et lieu du tournoi        | Catégorie | Dotation  | Surface    | Vainqueures                          | Partenaire         | Score            |          |
| -- | ---------- | ----------------------------- | --------- | --------- | ---------- | ------------------------------------ | ------------------ | ---------------- | -------- |
| 1  | 10-01-2016 | Hobart International Hobart   | Intern'l  | 226 750 $ | Dur (ext.) | Han Xinyun Christina McHale          | Jarmila Wolfe      | 6-3, 6-0         | Tableau  |
| 2  | 27-02-2023 | Abierto GNP Seguros Monterrey | WTA 250   | 259 303 $ | Dur (ext.) | Yuliana Lizarazo María Paulina Pérez | F. Contreras Gómez | 6-3, 5-7, [10-5] | Parcours |

### Finale en double mixte
| No | Date       | Nom et lieu du tournoi    | Catégorie | Dotation | Surface    | Vainqueures               | Partenaire         | Score            |          |
| -- | ---------- | ------------------------- | --------- | -------- | ---------- | ------------------------- | ------------------ | ---------------- | -------- |
| 1  | 12-01-2025 | Australian Open Melbourne | G. Chelem | NC       | Dur (ext.) | Olivia Gadecki John Peers | John-Patrick Smith | 3-6, 6-4, [10-6] | Parcours |

## Parcours en Grand Chelem

### En simple dames
| Année | Open d'Australie | Open d'Australie  | Internationaux de France | Internationaux de France | Wimbledon       | Wimbledon         | US Open         | US Open           |
| ----- | ---------------- | ----------------- | ------------------------ | ------------------------ | --------------- | ----------------- | --------------- | ----------------- |
| 2016  | 1er tour (1/64)  | Karolína Plíšková | —                        | —                        | —               | —                 | —               | —                 |
|       |                  |                   |                          |                          |                 |                   |                 |                   |
| 2018  | Q1               | Han Xinyun        | —                        | —                        | —               | —                 | —               | —                 |
| 2019  | 3e tour (1/16)   | Angelique Kerber  | Q1                       | V. Grammatikopoúlou      | Q1              | Misaki Doi        | —               | —                 |
|       |                  |                   |                          |                          |                 |                   |                 |                   |
| 2021  | 1er tour (1/64)  | Rebecca Marino    | —                        | —                        | —               | —                 | —               | —                 |
| 2022  | Q3               | Harriet Dart      | —                        | —                        | —               | —                 | Q2              | Viktorija Golubic |
| 2023  | 2e tour (1/32)   | Linda Fruhvirtová | 1er tour (1/64)          | Léolia Jeanjean          | Q1              | Dayana Yastremska | 1er tour (1/64) | Jennifer Brady    |
| 2024  | 1er tour (1/64)  | Jeļena Ostapenko  | Q2                       | Olga Danilović           | Q2              | Anca Todoni       | 1er tour (1/64) | Donna Vekić       |
| 2025  | 1er tour (1/64)  | Eva Lys           | 1er tour (1/64)          | Jaqueline Cristian       | 1er tour (1/64) | Donna Vekić       |                 |                   |

N.B. : à droite du résultat se trouve le nom de l'ultime adversaire.

### En double dames
| Année | Open d'Australie                                                                           | Open d'Australie                                                                | Internationaux de France                                                       | Internationaux de France | Wimbledon | Wimbledon | US Open | US Open |
| ----- | ------------------------------------------------------------------------------------------ | ------------------------------------------------------------------------------- | ------------------------------------------------------------------------------ | ------------------------ | --------- | --------- | ------- | ------- |
| 2015  | 1er tour (1/32) P. Hon \|\| style="text-align:left;" \| R. Kops-Jones A. Spears            | —                                                                               | —                                                                              | —                        | —         | —         | —       |         |
| 2016  | 1er tour (1/32) P. Hon \|\| style="text-align:left;" \| N. Kichenok L. Kichenok            | —                                                                               | —                                                                              | —                        | —         | —         | —       |         |
| 2017  | 1er tour (1/32) P. Hon \|\| style="text-align:left;" \| S. Stosur Zhang S.                 | —                                                                               | —                                                                              | —                        | —         | —         | —       |         |
| 2018  | 1er tour (1/32) J. Fourlis \|\| style="text-align:left;" \| N. Melichar K. Peschke         | —                                                                               | —                                                                              | —                        | —         | —         | —       |         |
| 2019  | 1er tour (1/32) P. Hon \|\| style="text-align:left;" \| H. Dart A. Kontaveit               | —                                                                               | —                                                                              | —                        | —         | —         | —       |         |
|       |                                                                                            |                                                                                 |                                                                                |                          |           |           |         |         |
| 2021  | 1er tour (1/32) J. Fourlis \|\| style="text-align:left;" \| V. Zvonareva L. Siegemund      | —                                                                               | —                                                                              | —                        | —         | —         | —       |         |
| 2022  | 2e tour (1/16) C. Kempenaers-Pocz \|\| style="text-align:left;" \| R. Peterson A. Potapova | —                                                                               | —                                                                              | —                        | —         | —         | —       |         |
|       |                                                                                            |                                                                                 |                                                                                |                          |           |           |         |         |
| 2024  | 2e tour (1/16) O. Gadecki \|\| style="text-align:left;" \| L. Kichenok J. Ostapenko        | —                                                                               | —                                                                              | —                        | —         | —         | —       |         |
| 2025  | 1/8 de finale O. Gadecki \|\| style="text-align:left;" \| M. Andreeva D. Shnaider          | 1er tour (1/32) H. Dart \|\| style="text-align:left;" \| I-C. Begu Y. Wickmayer | 1/8 de finale M. Joint \|\| style="text-align:left;" \| O. Gadecki D. Krawczyk |                          |           |           |         |         |

N.B. : le nom de la partenaire se trouve sous le résultat ; les noms des ultimes adversaires se trouvent à droite.

### En double mixte
| Année | Open d'Australie                                                                   | Open d'Australie    | Internationaux de France | Internationaux de France | Wimbledon | Wimbledon | US Open | US Open |
| ----- | ---------------------------------------------------------------------------------- | ------------------- | ------------------------ | ------------------------ | --------- | --------- | ------- | ------- |
| 2016  | 1er tour (1/16) J. Millman \|\| style="text-align:left;" \| Chan Y.-j. R. Bopanna  | —                   | —                        | —                        | —         | —         | —       |         |
|       |                                                                                    |                     |                          |                          |           |           |         |         |
| 2023  | 2e tour (1/8) R. Hijikata \|\| style="text-align:left;" \| O. Gadecki M. Polmans   | —                   | —                        | —                        | —         | —         | —       |         |
| 2024  | 1er tour (1/16) J. Peers \|\| style="text-align:left;" \| Hsieh S.-w. J. Zieliński | —                   | —                        | —                        | —         | —         | —       |         |
| 2025  | Finale J.P. Smith                                                                  | O. Gadecki J. Peers |                          |                          |           |           |         |         |

N.B. : le nom du partenaire se trouve sous le résultat ; les noms des ultimes adversaires se trouvent à droite.

## Parcours en WTA 1000
Les tournois WTA « Premier Mandatory » et « Premier 5 » (entre 2009 et 2020) et WTA 1000 (à partir de 2021) constituent les catégories d'épreuves les plus prestigieuses, après les quatre levées du Grand Chelem. 

De 2009 à 2023, les tournois Premier Mandatory (dits tournois WTA 1000 obligatoires entre 2021 et 2023) regroupent Indian Wells, Miami, Madrid et Pékin, les autres constituant les tournois Premier 5 (tournois WTA 1000 non-obligatoires). À partir de 2024, le nombre de tournois WTA 1000 passe à 10 par saison (fin de l’alternance Doha / Dubaï), ces derniers devenant tous obligatoires et offrant tous 1000 points à la vainqueure (contre 900 points précédemment pour les tournois Premier 5).

### En simple dames
| Année |       |              |       |                            |                           |                            |                           |                              |                          |                              |  |  |
| Doha  | Dubaï | Indian Wells | Miami | Madrid                     | Rome                      | Canada                     | Cincinnati                | Pékin                        |                          | Wuhan                        |  |  |
| Doha  | Dubaï | Indian Wells | Miami | Madrid                     | Rome                      | Canada                     | Cincinnati                | Pékin                        | Guadalajara              |                              |  |  |
| Doha  | Dubaï | Indian Wells | Miami | Madrid                     | Rome                      | Canada                     | Cincinnati                | Pékin                        |                          |                              |  |  |
| 2023  |       | WTA 500      |       | 1er tour (1/64) S. Cîrstea |                           |                            |                           | 1er tour (1/32) C. Wozniacki |                          |                              |  |  |
| 2024  |       |              |       |                            |                           |                            |                           |                              |                          | 1er tour (1/64) K. Rakhimova |  |  |
| 2025  |       |              |       | 2e tour (1/32) E. Mertens  | 2e tour (1/32) M. Kostyuk | 1er tour (1/64) P. Stearns | 1er tour (1/64) S. Kartal | 1er tour (1/64) V. Mboko     | 2e tour (1/32) J. Pegula |                              |  |  |

Sous le résultat, l’ultime adversaire.
1. 1 2   Les tournois de Doha et Dubaï alternent le statut de tournoi WTA 1000 (ex Premier 5) entre 2009 et 2023 : les trois premières éditions ont lieu à Dubaï, les trois suivantes à Doha, puis Dubaï accueille le tournoi de cette catégorie les années impaires et Dubaï les années paires. De 2011 à 2023, la ville qui n’accueille pas de WTA 1000 organise à la place un tournoi WTA 500 (ex Premier).
2. 1 2 3 4 5 6 7   L’ordre de déroulement des tournois a évolué depuis 2009 : Rome se dispute avant Madrid et Cincinnati avant Montréal/Toronto jusqu’en 2010, tandis que Tokyo (2009-2013)-Wuhan (2014-2019, 2024-)-Guadalajara (2022-2023) ont lieu avant Pékin jusqu’en 2023.

## Records et statistiques

### Victoires sur le top 10
Toutes ses victoires sur des joueuses classées dans le top 10 de la WTA lors de la rencontre.
| Légende      |
| Grand Chelem |
| WTA 1000     |
| WTA 500      |
| WTA 250      |
| Fed Cup      |

| # |        |  | Tournoi  | Année | Surface |  | Adversaire      | Rang  | Tour | Score          | Tableau |
| - | ------ |  | -------- | ----- | ------- |  | --------------- | ----- | ---- | -------------- | ------- |
| 1 | no 283 |  | Brisbane | 2019  | Dur     |  | Daria Kasatkina | no 10 | 1/32 | 5-7, 6-4, 7-63 | Tableau |

## Classements WTA en fin de saison
| Année          | 2013 | 2014 | 2015 | 2016 | 2017 | 2018 | 2019 | 2020 | 2021 | 2022 | 2023 | 2024 |
| Rang en simple | 818  | 1000 | 361  | 508  | 356  | 245  | 285  | 735  | 734  | 167  | 113  | 115  |
| Rang en double | 1236 | 1257 | 606  | 284  | 332  | 546  | 548  | 612  | 803  | 251  | 233  | 204  |

Source : (en) Classements de Kimberly Birrell sur le site officiel de la Fédération internationale de tennis